# Кирилюк, Лилия Юрьевна
Лилия Юрьевна Кирилюк (укр. Лілія Юріївна Кирилюк, 26 июня 1969) — украинская футболистка.

## Достижения
Чемпионат ВДФСОП
- Чемпион: 1989

Чемпионат СССР
- Чемпион (2): 1990, 1991

Чемпионат России
- Бронзовый призёр: 1994

## Семья
- Кирилюк, Оксана Юрьевна — футболист